# Allantodia metteniana
Allantodia metteniana là một loài thực vật có mạch trong họ Woodsiaceae. Loài này được (Miq.) Ching miêu tả khoa học đầu tiên năm 1964.